# Boeing Model 1
El Boeing Model 1, también conocido como B & W Seaplane, fue un hidroavión biplano monomotor estadounidense. Fue el primer producto de Boeing y llevaba las iniciales de sus diseñadores, William Boeing y el Teniente Conrad Westervelt de la Armada de los Estados Unidos.

## Diseño
El primer B & W fue completado en junio de 1916 en el hangar marino de Boeing en Lake Union en Seattle, Washington. Estaba construido en madera, con arriostramiento mediante cables, y recubierto de tela. Era similar al entrenador Martin TA que había comprado Boeing, pero el B & W tenía mejores flotadores y un motor más potente. El primero fue llamado Bluebill, y el segundo, Mallard. Volaron por primera vez el 15 de junio de 1916, y en noviembre, respectivamente.

## Historia operacional
Los dos B & W fueron ofrecidos a la Armada de los Estados Unidos. Cuando la Armada no los compró, fueron vendidos a la New Zealand Flying School en lo que se convirtió en la primera venta internacional de la compañía. El 25 de junio de 1919, el B & W estableció un récord de altitud en Nueva Zelanda de 1981,2 m (6500 pies). Más tarde fueron usados como cargueros exprés y de correos, realizando el primer vuelo de correo aéreo oficial de Nueva Zelanda el 16 de diciembre de 1919.

## Operadores
Nueva Zelanda
- New Zealand Flying School

## Especificaciones
Referencia datos: Boeing: History

### Características generales
- Tripulación: Dos
- Longitud: 8,4 m (27,5 ft)
- Envergadura: 15,9 m (52 ft)
- Altura: 2,9 m (9,4 ft)
- Superficie alar: 53,9 m² (580,2 ft²)
- Peso vacío: 952,5 kg (2099,3 lb)
- Peso cargado: 1272 kg (2803,5 lb)
- Planta motriz: 1× motor lineal de seis cilindros en línea refrigerado por agua Hall-Scott A-5.
  - Potencia: 93 kW (128 HP; 126 CV)

### Rendimiento
- Velocidad nunca excedida (Vne): 121 km/h (75 MPH; 65 kt)
- Velocidad crucero (Vc): 109 km/h (68 MPH; 59 kt)
- Alcance: 518 km
- Régimen de ascenso: 3,6 m/s (701 ft/min)

## Aeronaves relacionadas

### Secuencias de designación
- Secuencia Numérica (interna de Boeing): 1 - 2 - 3 - 4 →